# Stadhuis Delft

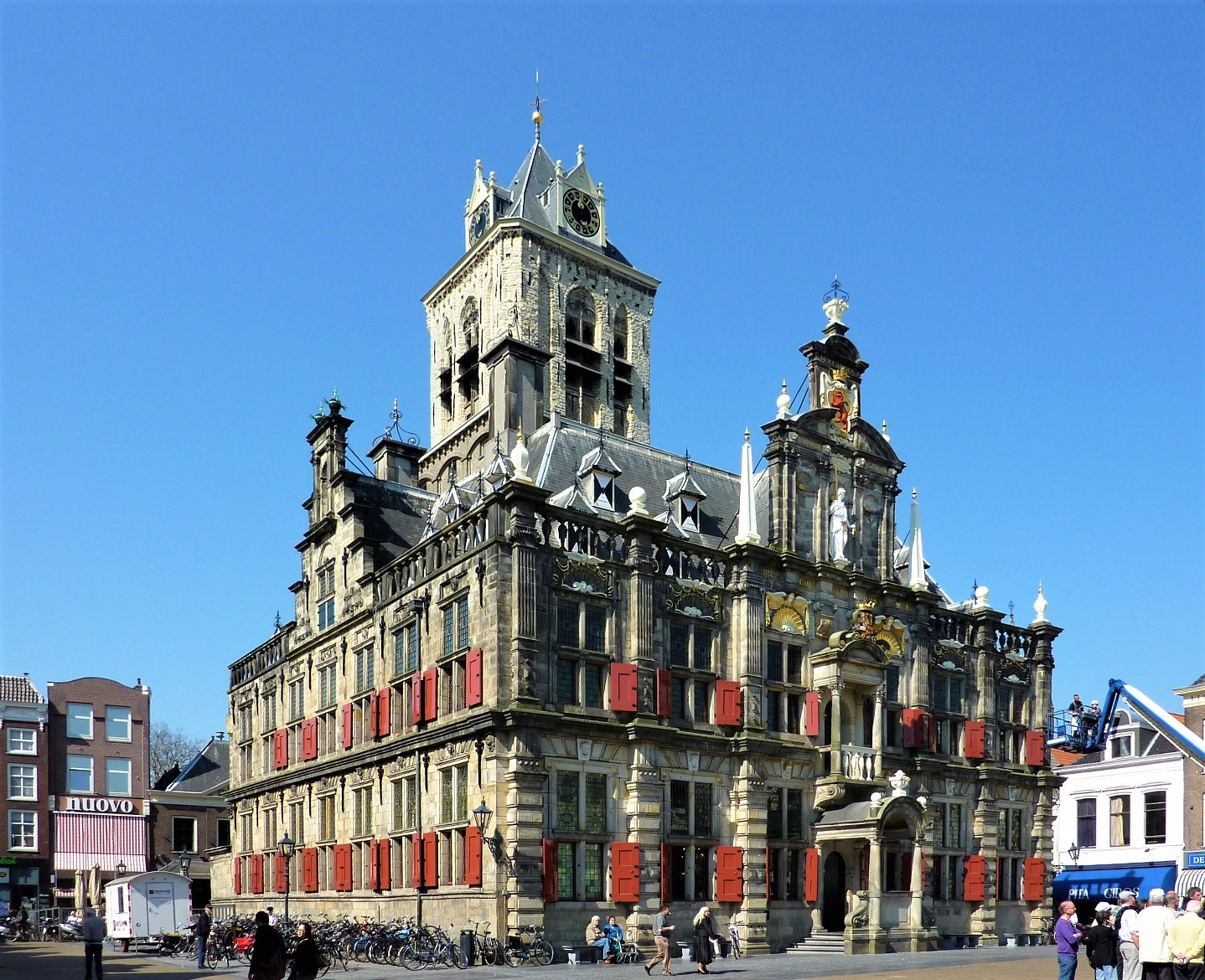
Stadhuis Delft

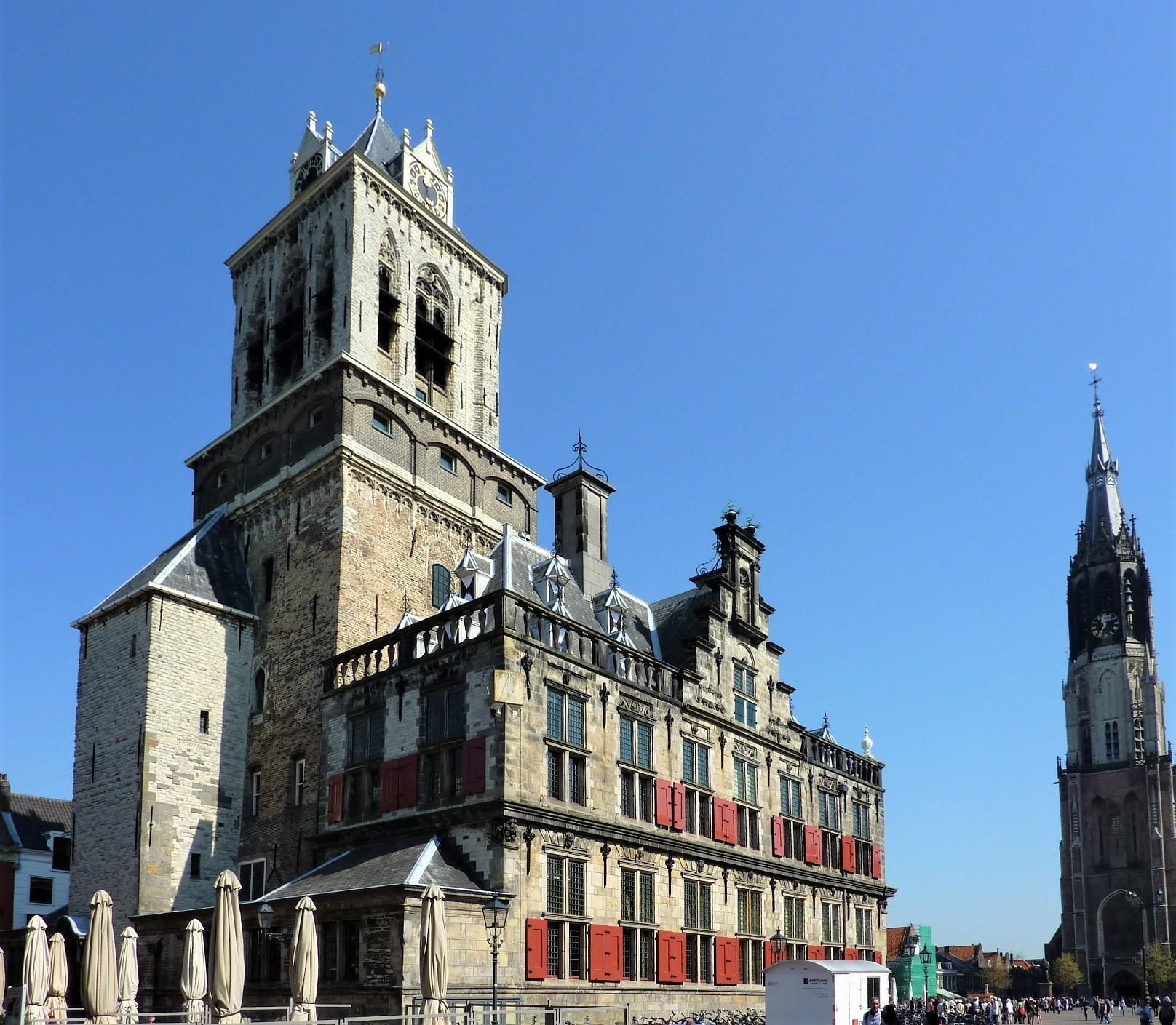
Ansicht von Südwesten, im Hintergrund der Turm der Nieuwe Kerk

Das Stadhuis ist das ehemalige Rathaus von Delft in der niederländischen Provinz Südholland. Es befindet sich zentral auf der Mitte des Marktplatzes westlich der Nieuwe Kerk und ist als Rijksmonument eingestuft.

## Beschreibung
Kern und ältester Teil des Stadhuis ist ein mittelalterlicher Turm, der Ende des 13. Jahrhunderts als Grafengefängnis (Nieuwe Steen) errichtet worden war. 1436 kam die Stadt Delft in den Besitz des Komplexes, woraufhin an der Nordseite ein Stedehuys gebaut wurde. Der Turm erhielt um 1450 ein Gewölbe, das erhöhte Erdgeschoss wurde zum Ratssaal umgebaut und das höher gelegene frühere Gefängnis erhielt eine städtische Funktion. Außerdem wurde der Turm um eine spätgotischen Laterne und eine Balustrade erhöht. An der Westseite des Gebäudes wurde um 1500 ein steinerner Treppenturm errichtet.
Das Rathaus brannte 1536 und erneut 1618 nieder. Der Rathausturm blieb beim letzten Brand nahezu unbeschädigt. Sein Zeltdach mit den dekorativen Zifferblättern stammt aus der Zeit kurz nach 1536. Im Turm hängen Glocken, die von Henrick van Trier (1570) und François Hemony (1659) gegossen wurden. Hendrick de Keyser erstellte einen Plan für den 1619–1620 durchgeführten Umbau des Bauwerks, bei dem das Rathaus an drei Seiten eine mit Sandstein verkleidete manieristische Fassade erhielt, mit einer Fassade im flämischen Stil an der Nord- und Südseite.
Der Grundriss des Gebäudes wurde zwischen 1825 und 1844 zugunsten des Amtsgerichts geändert. Außerdem erhielt das Bürgermeisterzimmer eine klassizistische Ausstattung. Die anderen Änderungen wurden während einer Restaurierung 1934/39 rückgängig gemacht. Bei der Restaurierung 1962–1966 wurden die neuen Schiebefenster und der neoklassizistische Eingangsbereich durch Querfenster und eine Rekonstruktion des ursprünglichen überdachten Eingangs mit einem darüber liegenden überdachten Balkon ersetzt. 1980–1981 wurde eine Innenrestaurierung durchgeführt.